# Nordische Skiweltmeisterschaften 1935
Die 12. Nordischen Skiweltmeisterschaften fanden vom 13. bis 18. Februar 1935 in Vysoké Tatry (Hohe Tatra) in der Tschechoslowakei statt.
Wie zuvor dominierten die Sportler aus Skandinavien alle Wettbewerbe. Die Norweger, Schweden und Finnen teilten außer einer Bronzemedaille in der Nordischen Kombination alle weiteren Medaillen unter sich auf. Die verbliebene Bronzemedaille sicherte sich der Deutsche Wilhelm Bogner.

## Medaillenspiegel
| Platz | Nation          | Gold | Silber | Bronze | Gesamt |
| ----- | --------------- | ---- | ------ | ------ | ------ |
| 01    | Norwegen        | 2    | 3      | 3      | 8      |
| 02    | Finnland        | 2    | 2      | 0      | 4      |
| 03    | Schweden        | 1    | 0      | 1      | 2      |
| 04    | Deutsches Reich | 0    | 0      | 1      | 1      |

| Platz | Sportler            | Gold | Silber | Bronze | Gesamt |
| ----- | ------------------- | ---- | ------ | ------ | ------ |
| 01    | Klaes Karppinen     | 2    | 1      | 0      | 3      |
| 02    | Oddbjørn Hagen      | 1    | 2      | 0      | 3      |
| 03    | Nils-Joel Englund   | 1    | 0      | 1      | 2      |
| 04    | Birger Ruud         | 1    | 0      | 0      | 1      |
| 04    | Mikko Husu          | 1    | 0      | 0      | 1      |
| 04    | Väinö Liikkanen     | 1    | 0      | 0      | 1      |
| 04    | Sulo Nurmela        | 1    | 0      | 0      | 1      |
| 08    | Olaf Hoffsbakken    | 0    | 1      | 1      | 1      |
| 08    | Sverre Brodahl      | 0    | 1      | 0      | 1      |
| 010   | Lauri Valonen       | 0    | 1      | 0      | 1      |
| 010   | Reidar Andersen     | 0    | 1      | 0      | 1      |
| 010   | Bjarne Iversen      | 0    | 1      | 0      | 1      |
| 013   | Alf Andersen        | 0    | 0      | 1      | 1      |
| 013   | Willy Bogner senior | 0    | 0      | 1      | 1      |
| 013   | Halvar Moritz       | 0    | 0      | 1      | 1      |
| 013   | Erik Larsson        | 0    | 0      | 1      | 1      |
| 013   | Martin Matsbo       | 0    | 0      | 1      | 1      |
| 013   | Trygve Brodahl      | 0    | 0      | 1      | 1      |

## Legende
Kurze Übersicht zur Bedeutung der Symbolik – so üblicherweise auch in sonstigen Veröffentlichungen verwendet:
| HDW    | Hauptverband Deutscher Wintersportvereine der Tschechoslowakischen Republik                    |
| SL RČS | Verband der Skifahrer der Tschechoslowakischen Republik (Svaz lyžařů Republiky československé) |

## Resultate Skilanglauf Männer

### Skilanglauf 18 km
| Platz | Sportler         | Land            | Zeit        |
| ----- | ---------------- | --------------- | ----------- |
| 1     | Klaes Karppinen  | Finnland        | 1:27:58,0 h |
| 2     | Oddbjörn Hagen   | Norwegen        | 1:28:45,0 h |
| 3     | Olaf Hoffsbakken | Norwegen        | 1:31:47,0 h |
| 4     | Sigurd Vestad    | Norwegen        | 1:32:05,0 h |
| 5     | Martin Matsbo    | Schweden        | 1:32:48,0 h |
| 6     | Bjarne Iversen   | Norwegen        | 1:33:36,0 h |
| 7     | Walter Motz      | Deutsches Reich | 1:33:48,0 h |
| 8     | Sigurd Røen      | Norwegen        | 1:34:25,0 h |
| 9     | Mikko Husu       | Finnland        | 1:34.30,0 h |
| 10    | Nils Englund     | Schweden        | 1:35:32,0 h |

Datum: Freitag, 15. Februar 1935

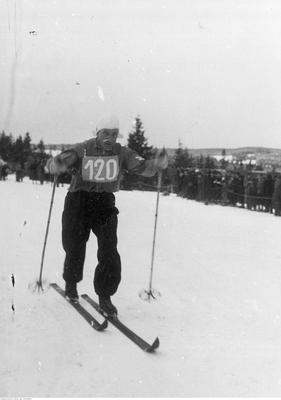
Klaes Karppinen (hier im Jahr 1939) gewann den 18-km-Langlauf

Teilnehmer: 234 genannt; 213 gestartet; 211 gewertet

### Dauerlauf 50 km
| Platz | Sportler        | Land        | Zeit        |
| ----- | --------------- | ----------- | ----------- |
| 1     | Nils Englund    | Schweden    | 4:14:23,0 h |
| 2     | Klaes Karppinen | Finnland    | 4:26:42,0 h |
| 3     | Trygve Brodahl  | Norwegen    | 4:32:31,0 h |
| 4     | Mikko Husu      | Finnland    | 4:34:00,0 h |
| 5     | Kilian Ogi      | Schweiz     | 4:35:32,0 h |
| 6     | Martin Matsbo   | Schweden    | 4:35:36,0 h |
| 7     | Elis Wiklund    | Schweden    | 4:38:24,0 h |
| 8     | Kåre Hatten     | Norwegen    | 4:38:25,0 h |
| 9     | Halvar Moritz   | Schweden    | 4:43:36,0 h |
| 10    | Franc Smolej    | Jugoslawien | 4:45:51,0 h |

Datum: Dienstag, 19. Februar 1935

### 4 × 10 km Staffel
| Platz | Land                          | Sportler                                                         | Zeit        |
| ----- | ----------------------------- | ---------------------------------------------------------------- | ----------- |
| 1     | Finnland                      | Mikko Husu Klaes Karppinen Väinö Liikkanen Sulo Nurmela          | 2:42:30,0 h |
| 2     | Norwegen                      | Sverre Brodahl Bjarne Iversen Olaf Hoffsbakken Oddbjörn Hagen    | 2:43:17,0 h |
| 3     | Schweden                      | Halvar Moritz Martin Matsbo Nils Englund Erik-August Larsson     | 2:46:53,0 h |
| 4     | Deutsches Reich               | Matthias Wörndle Herbert Leupold Walter Motz Wilhelm Bogner      | 2:50:34,0 h |
| 5     | Tschechoslowakei 0000(SL RČS) | František Musil Jaroslav Kadavy František Šimůnek Antonín Bartoň | 2:54:29,0 h |
| 6     | Tschechoslowakei 0000(HDW)    | Gustav Berauer Franz Kraus Josef Ackermann Otto Berauer          | 2:57:47,0 h |

Datum: Mittwoch, 13. Februar 1935
Teilnehmer: 12 Mannschaften gestartet; 12 Mannschaften gewertet
In der Besetzung Hans Hauser, Hermann Gadner, Peter Radacher II und Rudolph Matt belegte Österreich den achten Rang.
Peter Radacher II war ein Neffe von Peter Radacher I, der bereits an den Nordischen Skiweltmeisterschaften 1925 in Johannisbad teilgenommen hatte.

## Resultat Skispringen Männer

### Großschanze K-72,5

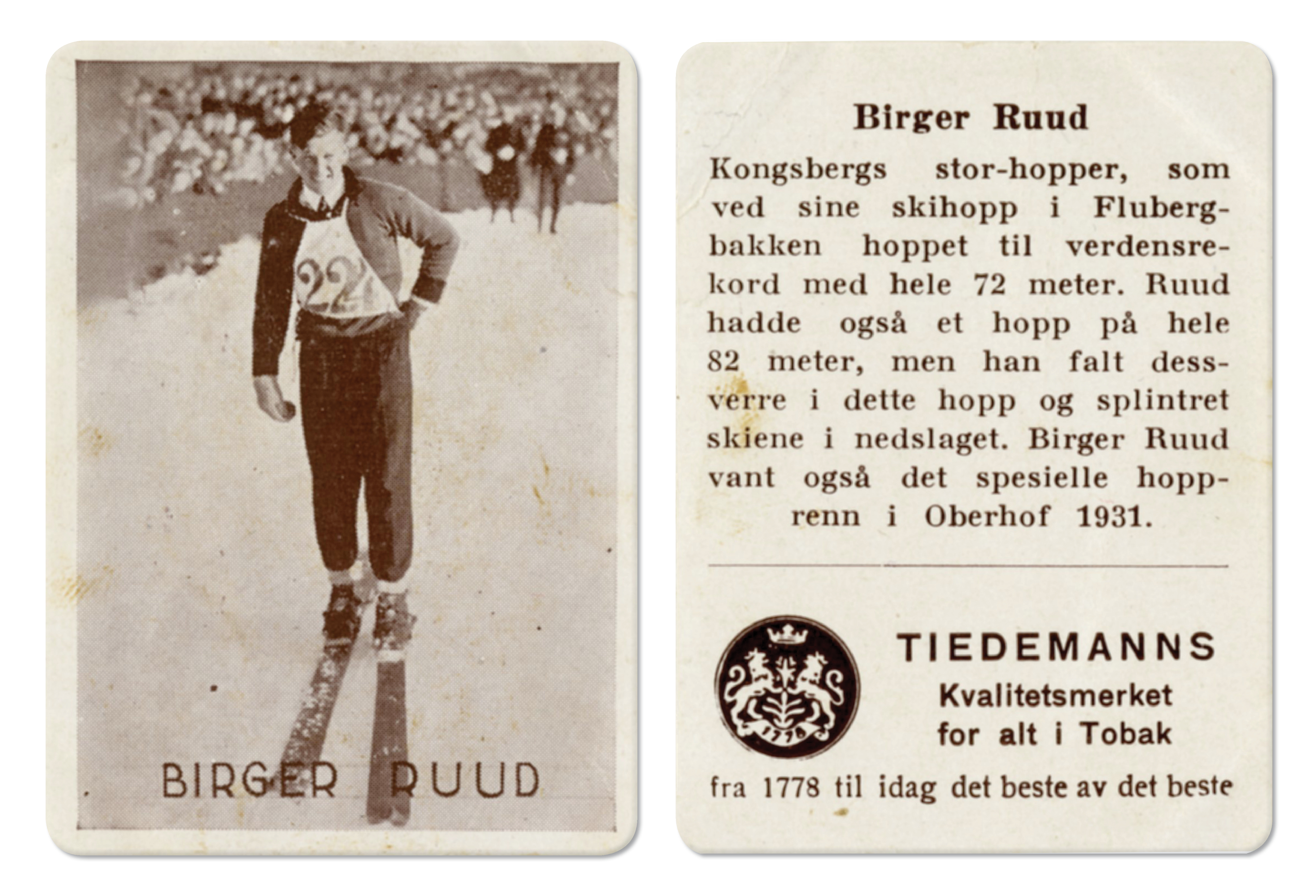

| Platz | Sportler            | Land            | Weite 1 | Weite 2 | Note   |
| ----- | ------------------- | --------------- | ------- | ------- | ------ |
| 1     | Birger Ruud         | Norwegen        | 58,0 m  | 57,0 m  | 231,70 |
| 2     | Reidar Andersen     | Norwegen        | 59,5 m  | 55,5 m  | 228,90 |
| 3     | Alf Andersen        | Norwegen        | 59,5 m  | 52,0 m  | 225,90 |
| 4     | Stanisław Marusarz  | Polen           | 59,0 m  | 57,0 m  | 225,50 |
| 5     | Thorstein Gundersen | Norwegen        | 55,0 m  | 56,0 m  | 220,60 |
| 6     | Sixten Johansson    | Schweden        | 55,5 m  | 52,0 m  | 220,10 |
| 7     | Olle Wikén          | Schweden        | 53,0 m  | 55,5 m  | 216,20 |
| 8     | Max Meinel          | Deutsches Reich | 52,5 m  | 55,0 m  | 215,80 |
| 9     | Olaf Hoffsbakken    | Norwegen        | 50,5 m  | 54,0 m  | 215,10 |
| 10    | Franz Aschenwald    | Österreich      | 54,0 m  | 52,5 m  | 213,90 |

Datum: Sonntag, 17. Februar 1935
Skisprungschanze: Jarolímek-Schanze
Teilnehmer: 63 gewertet

## Resultat Nordische Kombination Männer

### Einzel (Großschanze K-72,5 / 18 km)

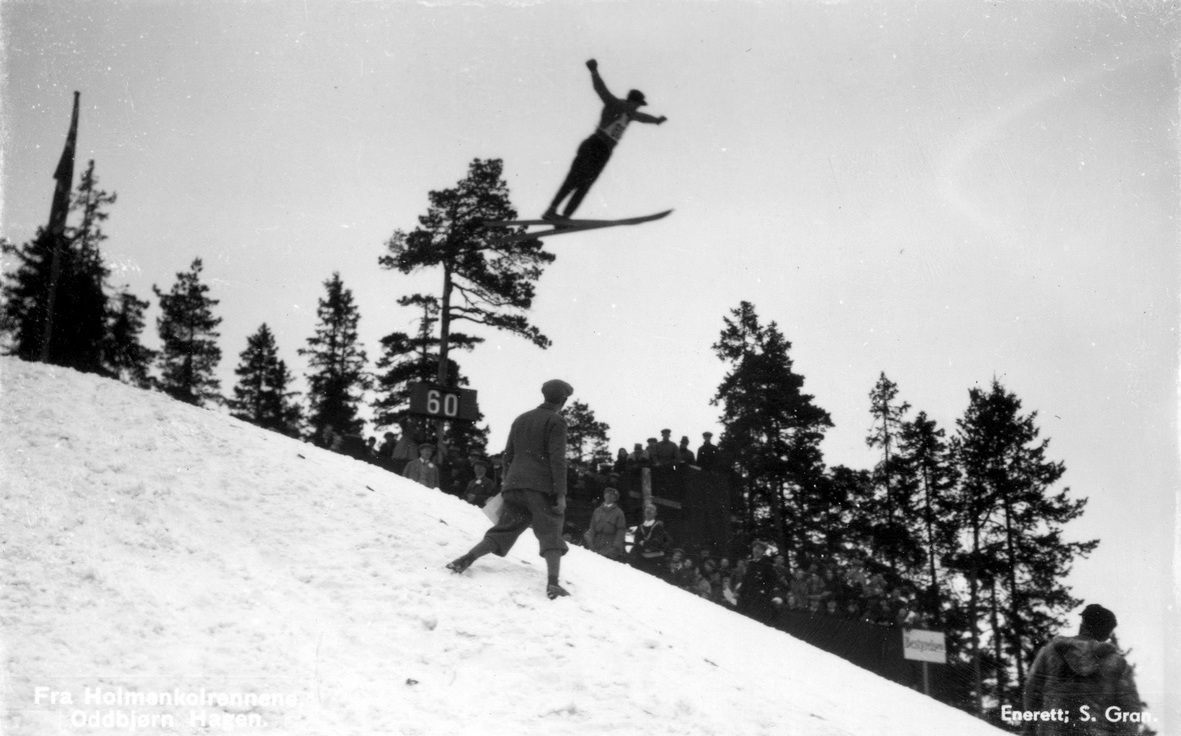
Titelverteidiger Oddbjörn Hagen wurde erneut Weltmeister

| Platz | Sportler         | Land                   | Punkte |
| ----- | ---------------- | ---------------------- | ------ |
| 1     | Oddbjörn Hagen   | Norwegen               | 427,60 |
| 2     | Lauri Valonen    | Finnland               | 422,75 |
| 3     | Wilhelm Bogner   | Deutsches Reich        | 393,00 |
| 4     | Olaf Hoffsbakken | Norwegen               | 382,10 |
| 5     | Sigurd Røen      | Norwegen               | 367,30 |
| 6     | Johann Lahr      | Tschechoslowakei (HDW) | 363,55 |
| 7     | Hans Hauser      | Österreich             | 354,40 |
| 8     | Gustav Berauer   | Tschechoslowakei (HDW) | 353,70 |
| 9     | Bronisław Czech  | Polen                  | 351,40 |
| 10    | Hans Vinjarengen | Norwegen               | 347,30 |

Datum:
 Skilanglauf: Freitag, 15. Februar 1935
Sprunglauf: Samstag, 16. Februar 1935
Austragungsorte:
Skilanglauf: Alt-Schmecks (Starý Smokovec)
Sprunglauf: Jarolímek-Schanze in Tschirmersee (Štrbské Pleso)